# Верхне-Туринское водохранилище
Верхне-Туринское водохранилище (Верхнетуринский пруд, Верхне-Туринский пруд) — водохранилище на реке Туре, в городе Верхней Туре Свердловской области России. Создано в 1737 году как заводской пруд Верхнетуринского металлургического завода. Источник производственного, хозяйственно-бытового водоснабжения и рекреационный водоём.

## География
Плотина расположена на реке Туре в 991 км от её устья, в месте слияния с рекой Кушва, по руслу которой подпор воды доходит до города Кушва. Тура в этом месте меняет направление течения: сначала она течёт на восток, после впадения справа Кушвы — на север. Кроме Кушвы, в водохранилище впадает несколько малых рек, по течению одной из них расположен ещё один рукав водоёма. Большая часть акватории и берегов водохранилища находится на территории городского округа Верхняя Тура, часть берегов на юге и южная часть рукава водохранилища по течению Кушвы — на территории Кушвинского городского округа. На правом берегу водохранилища, между Турой и Кушвой, расположена Сопка Ермака. Берега в верховьях покрыты лесом, в низовьях городская застройка, на берегах также имеются базы отдыха и детские лагеря.

## История
В 1735 году были открыты залежи высококачественной железной руды горы Благодать. В 1736 году по распоряжению В. Н. Татищевым началось строительство металлургического завода на реке Туре, в 9 верстах к северу от Кушвинского завода. Указ о строительстве завода был издан позднее, 18 октября 1737 года. Строительство шло медленно из-за отдалённости выбранного места от промышленных центров. Завод был запущен в сентябре 1739 года и сначала назывался Туринским. После постройки в 1766 году Нижнетуринского завода стал называться Верхнетуринским.
Плотина возведена в 1737 г. В 1807 году земляная плотина заводского пруда имела длину 554,7 м, ширину в нижней части 64 м, в верхней — 42,7 м, высоту 8,5 м. Работа доменных печей обеспечивалась 16 деревянными цилиндрическими мехами с приводом от 4 водяных колёс. Потребление руды в сутки составляло от 900 до 1000 пудов, выход чугуна составлял от 51 до 55 %.

## Морфометрия
Площадь водосбора 473 км², площадь водной поверхности 4,55 км², нормальный подпорный уровень 210,5 м, полный объём 13,7 млн.м³, полезный объём 9,8 млн.м³, Максимальная высота плотины 13,3 метров, отметка гребня плотины 212,8 метра, длина 760 метров. В государственном водном реестре площадью 3,72 км². В Энциклопедии Свердловской области указана площадь 4,4 км², для уровня воды 209,5 метров.

## Данные водного реестра
По данным государственного водного реестра России, водохранилище относится к Иртышскому бассейновому округу, водохозяйственный участок — Тура от истока до впадения реки Тагил, речной подбассейн Тобола, речной бассейн Иртыша.
Код объекта в государственном водном реестре — 14010501221299000000050.